# Macroglossum variegatumv
Macroglossum variegatum là một loài bướm đêm thuộc họ Sphingidae, chi Macroglossum.